# Der Kaiser von China
Der Kaiser von China ist ein Roman von Tilman Rammstedt, der 2008 im Kölner DuMont-Verlag erschien und mit dem Ingeborg-Bachmann-Preis sowie dem zugehörigen Publikumspreis ausgezeichnet wurde. Inzwischen ist das Werk auch auf Spanisch, Katalanisch und Tschechisch sowie als Hörbuch erschienen.

## Inhalt
Keith wächst gemeinsam mit seinen vier Geschwistern bei seinem Großvater auf, der regelmäßig „neue Großmütter“ mit nach Hause bringt, die meistens jünger sind als er selbst. Eine von ihnen ist Franziska, in die Keith sich verliebt. Zum Geburtstag schenken die Enkel dem Großvater eine Reise ans Ziel seiner Wahl; der Großvater wünscht sich China. Keith, der seinen Großvater begleiten soll, weigert sich jedoch eine solch weite Reise anzutreten und der Großvater fährt schließlich alleine los. Wenige Tage später erhält Keith die Nachricht, dass sein Großvater tot im Westerwald aufgefunden wurde; Keith soll in der dortigen Pathologie erscheinen, um ihn zu identifizieren.
Um seinen Geschwistern nicht gestehen zu müssen, dass die Reise nach China gar nicht stattgefunden hat, versteckt Keith sich in seinem Gartenhaus und schreibt den anderen Briefe von einer fiktiven Chinareise, die nach und nach immer skurriler wird. So stellt sich heraus, dass der Großvater nach China wollte, da seine große Liebe aus Jugendtagen eine übergewichtige chinesische Gewichtheberin war, die leider verstarb. Keiths erfundener Reisebericht endet damit, dass sein Großvater in China verweilt.
In der Realität fährt Keith in den Westerwald, wo er allerdings vorgibt, der Tote sei auf keinen Fall sein Großvater.

## Belege
1. ↑  ISBN 978-3-8321-8074-4
2. ↑  Tilman Rammstedt gewinnt Bachmann-Preis, auf Spiegel Online, gesehen am 4. April 2010.
3. ↑  DNB-Eintrag